# زورو (رواية)
زورو (بالإسبانية: El Zorro)‏، (بالإنجليزية: Zorro)‏
 هي إحدى روايات الروائية التشيلية إيزابيل الليندي وهي من روايات رواية مغامرة التي تم نشرها في مجلة اللب عن دييجو دي لا فيجا، أو المعروف أيضاً بأسم زورو.

## نبذة قصيرة
هذه الرواية هي قصة البطل الاسطوري زورز ونشأته من أصل أسباني أرستقراطي في جنوب كاليفورنيا في أمريكا، وحياته بين شخصية دييجو دولافيجا الأرستقراطي وشخصية زورو البطل المقنع الذي يسعى لتحقيق العدالة الاجتماعية.